# أحمد قاسم (لاعب كرة قدم)
أحمد قاسم (بالسويدية: Ahmed Qasem)‏ هو لاعب كرة قدم سويدي، ولد في 12 يوليو 2003.

## وصلات خارجية
- أحمد قاسم على موقع اتحاد السويد (السويدية)
- أحمد قاسم على موقع الدوري الأمريكي (الإنجليزية)
- أحمد قاسم على موقع قاعدة بيانات كرة القدم.إي يو (الإنجليزية)
- أحمد قاسم على موقع Soccerway.com (الإنجليزية)
- أحمد قاسم على موقع عالم كرة القدم.نت (الإنجليزية)